# Escuela Técnica Superior de Arquitectura (España)

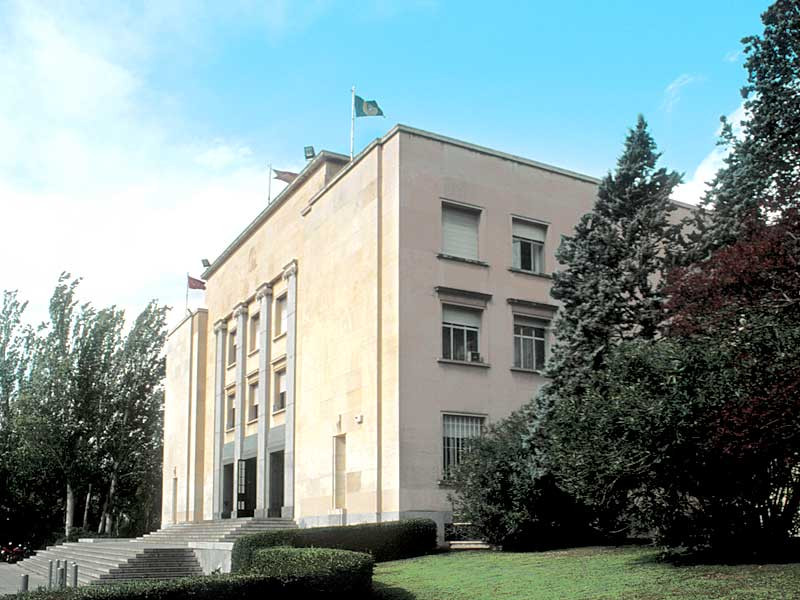
Escuela Técnica Superior de Arquitectura de Madrid.

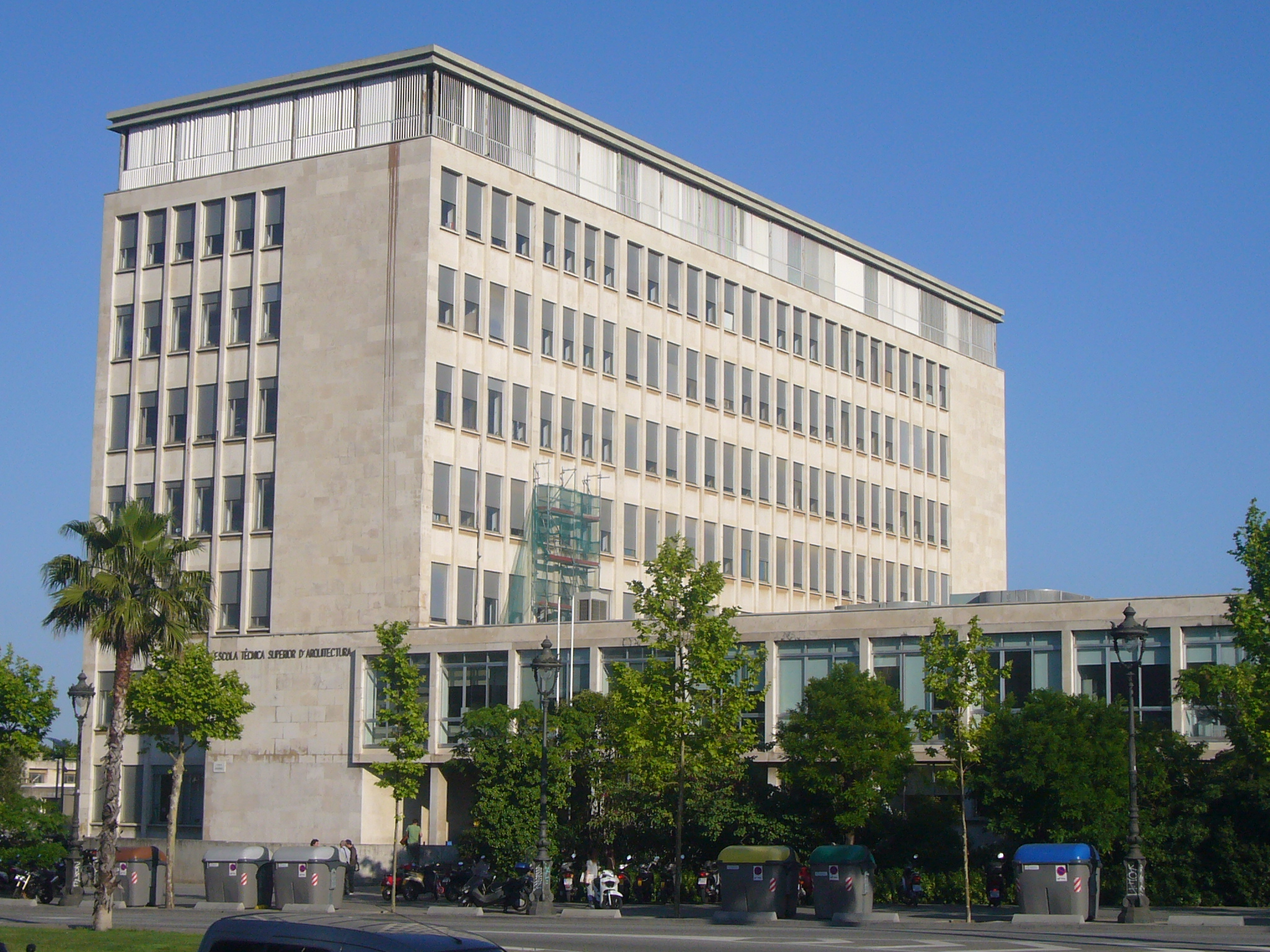
Escuela Técnica Superior de Arquitectura de Barcelona.

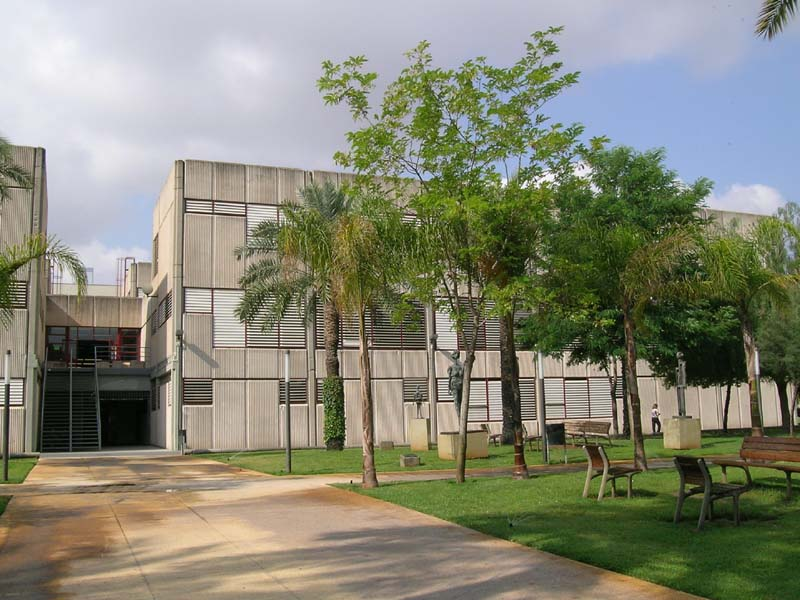
Escuela Técnica Superior de Arquitectura de Valencia.

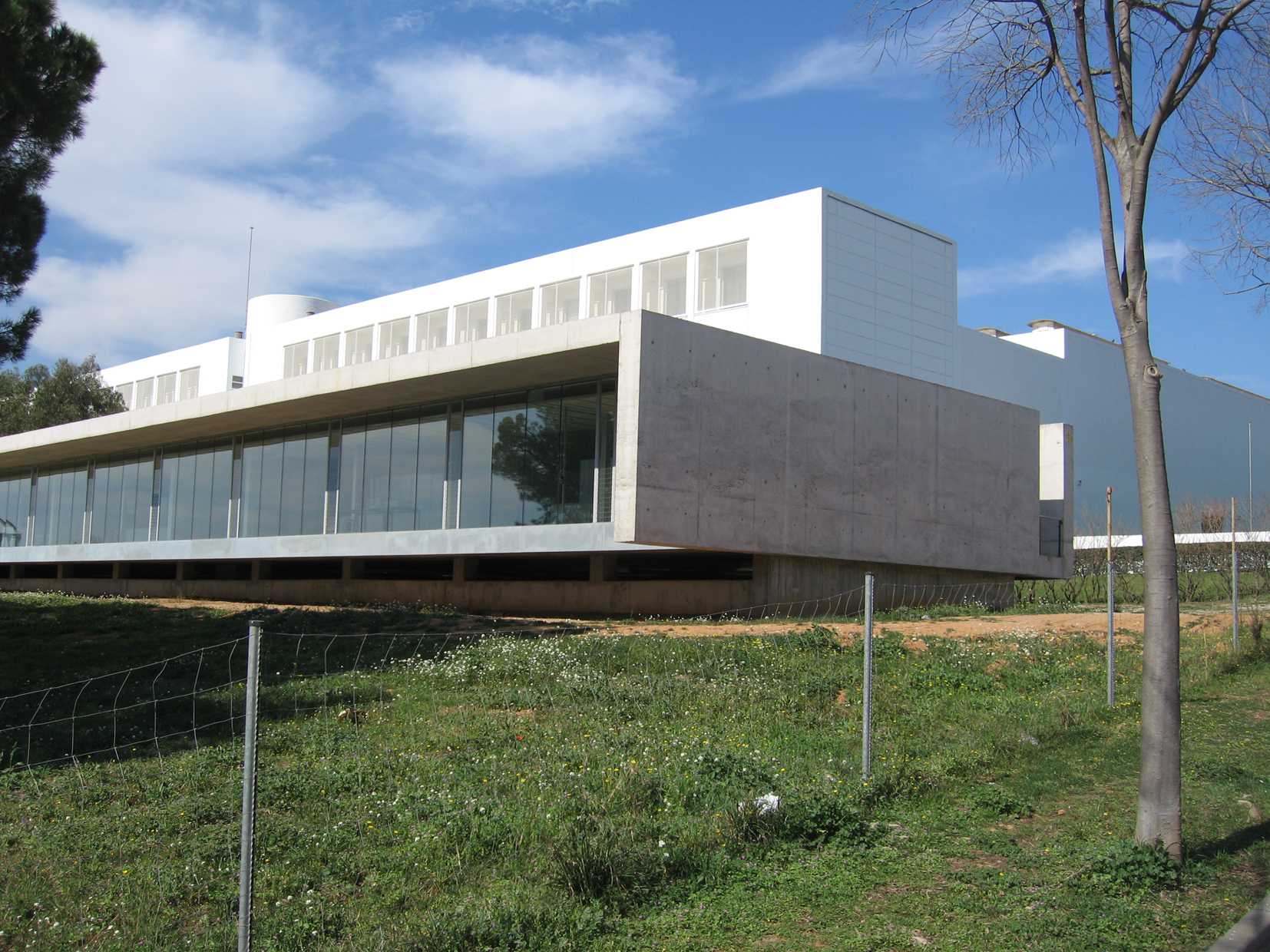
Escuela Técnica Superior de Arquitectura del Vallés.

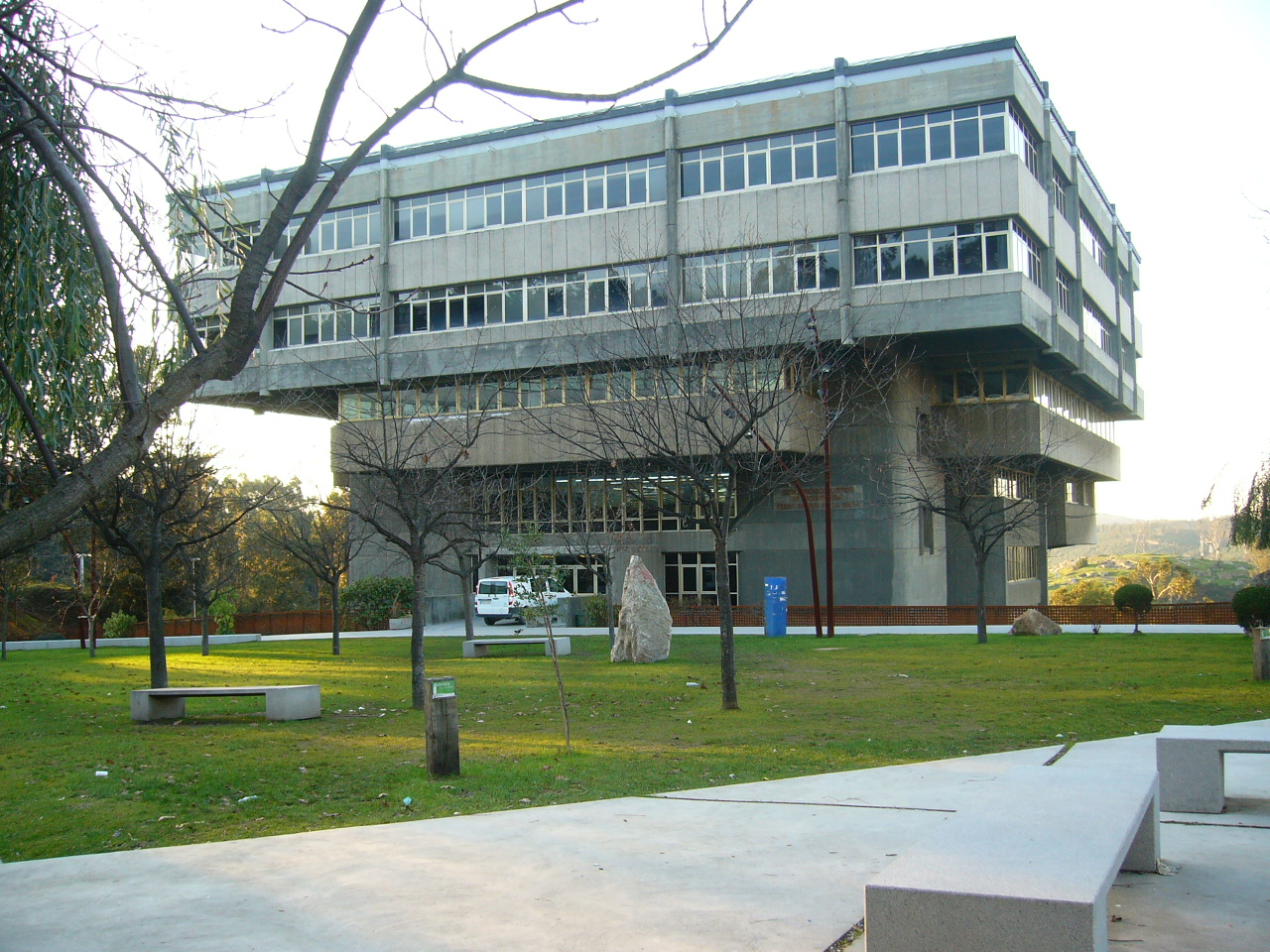
Escuela Técnica Superior de Arquitectura de La Coruña.

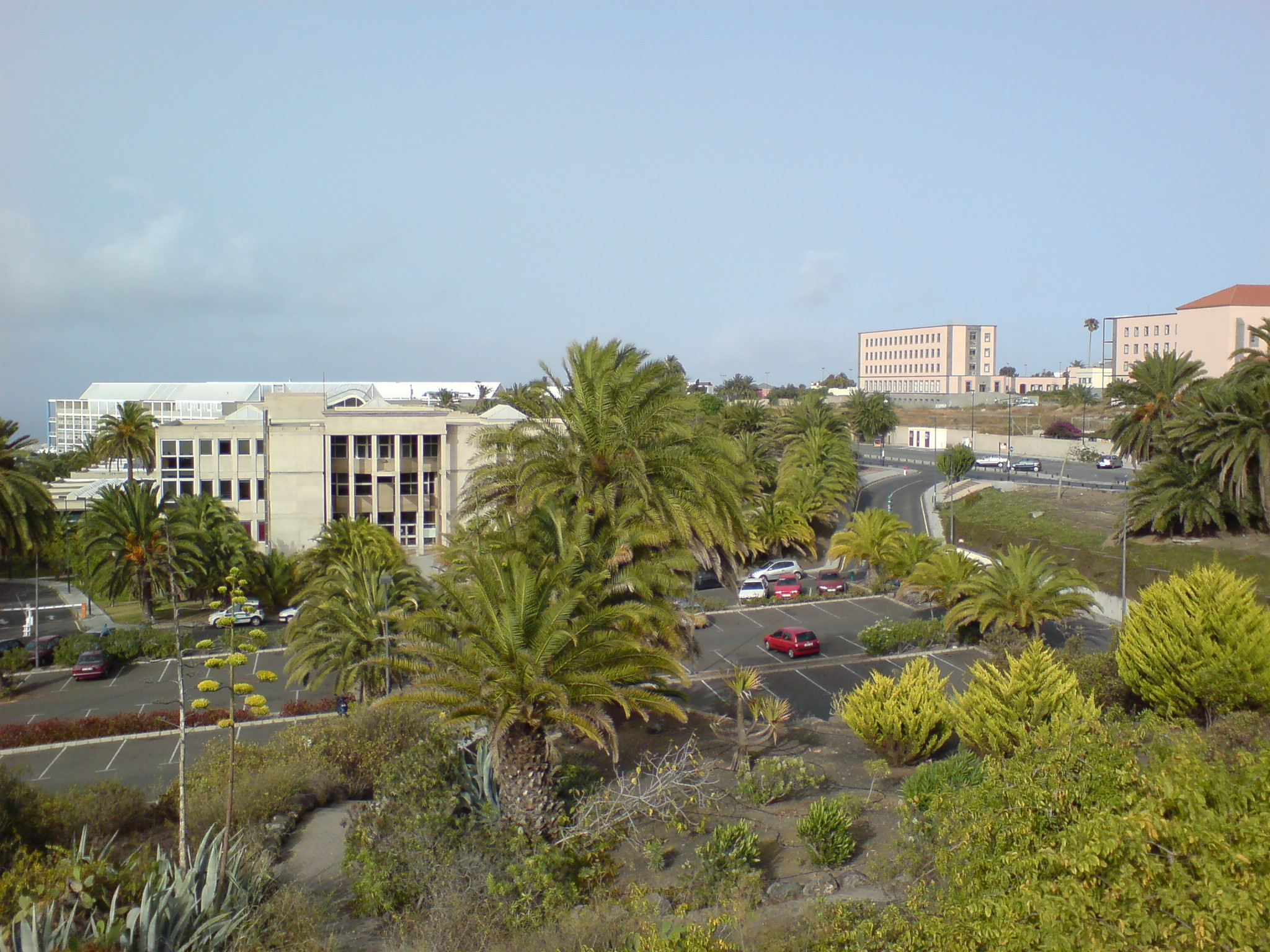
Escuela Técnica Superior de Arquitectura de Las Palmas de Gran Canaria.

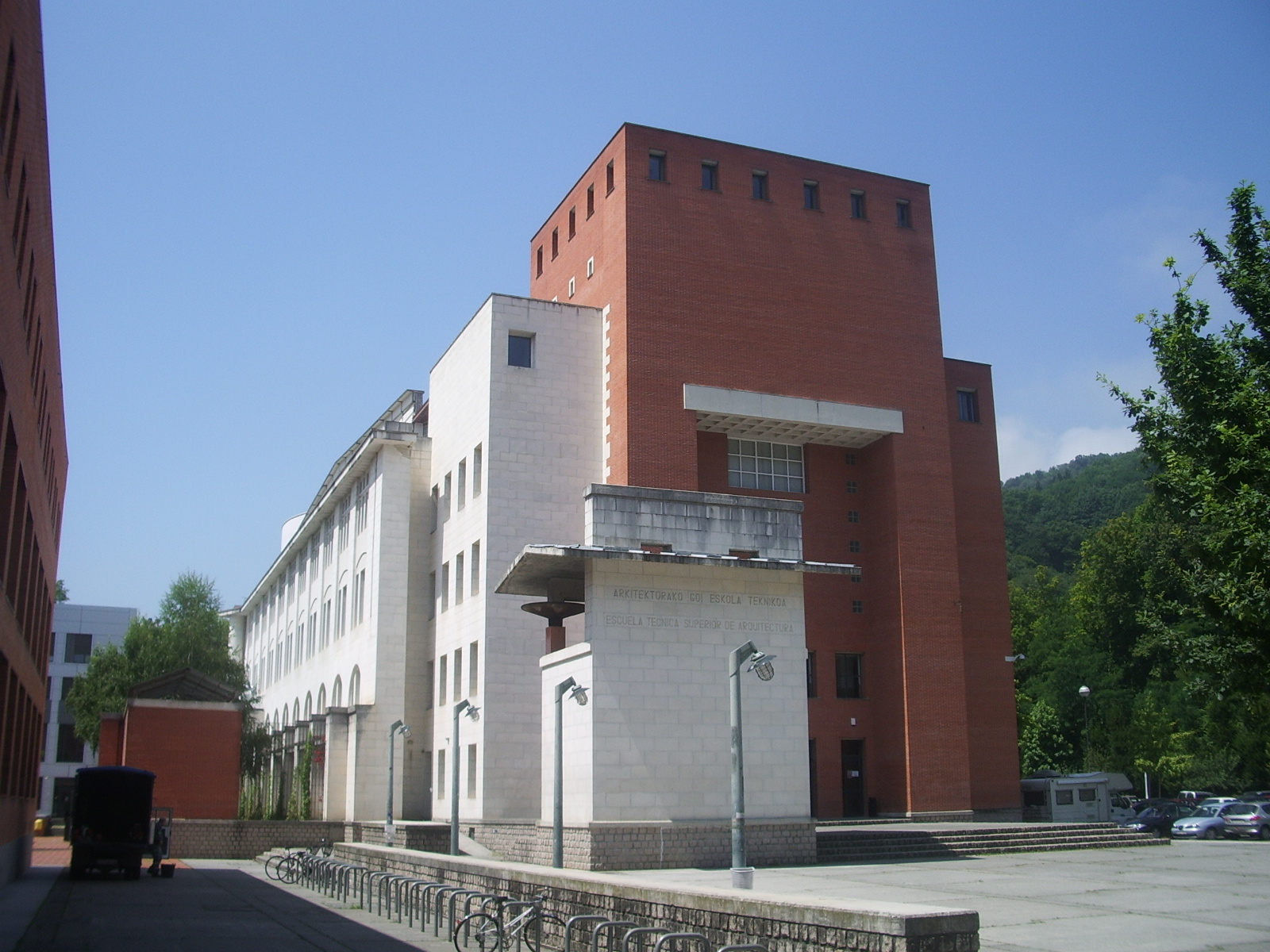
Escuela Técnica Superior de Arquitectura de San Sebastián.

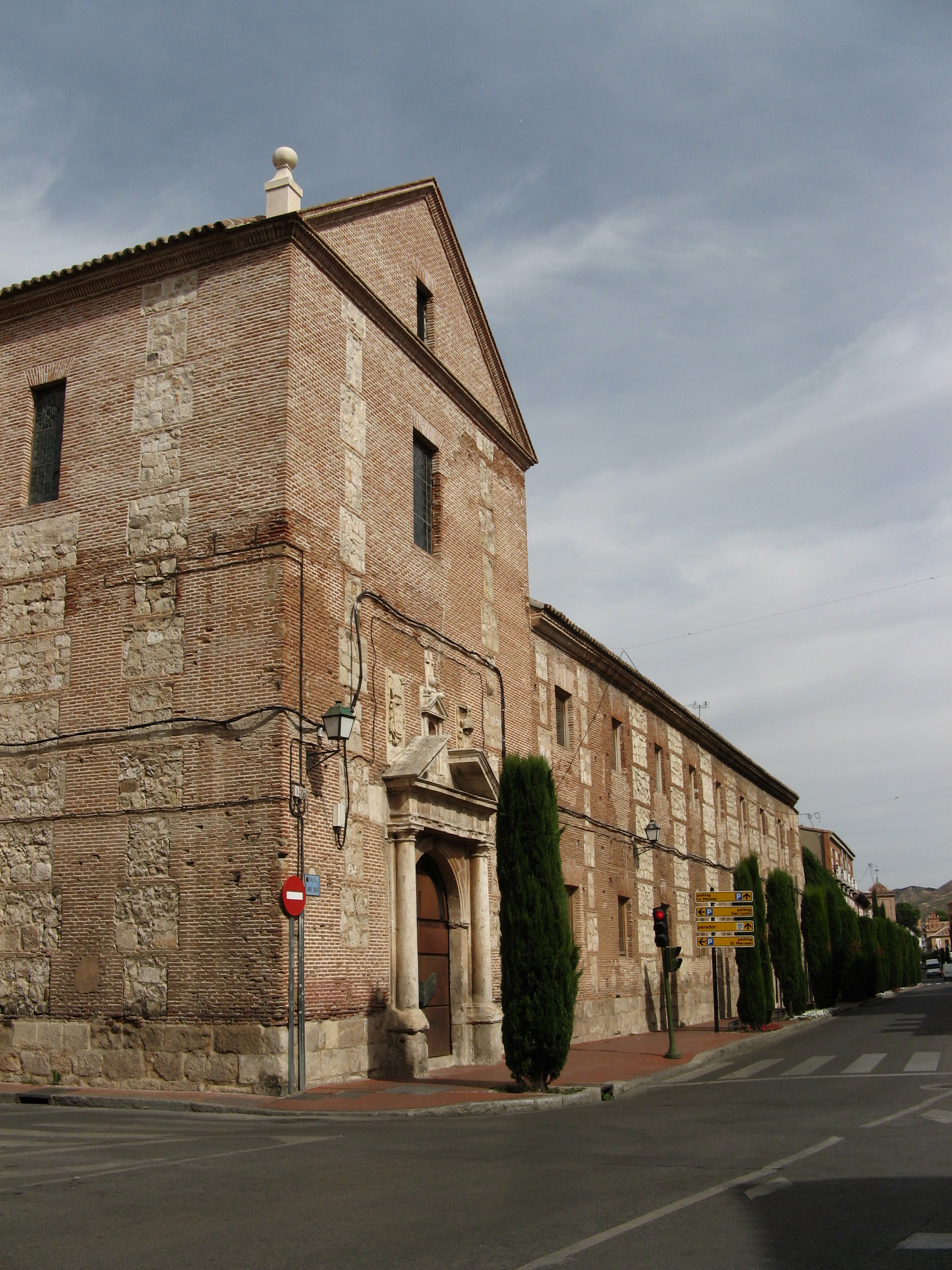
Escuela de Arquitectura de Alcalá.

En las universidades públicas y privadas españolas, la denominación Escuela Técnica Superior de Arquitectura refiere a un centro en el que se cursan los estudios que habilitan para ejercer la profesión de Arquitecto. Su nombre se desglosa en:
Escuela, ya que la formación más allá de basarse en superar exámenes teóricos es muy práctica y en grupos reducidos, y se evalúa mucho la capacidad de reflexionar del alumno.
Técnica, porque en ella se requieren una serie de conocimientos técnicos indispensables para la ejecución de los proyectos.
Superior, para remarcar que en ella se cursan estudios de ciclo largo o de segundo ciclo.
Sin embargo, no todos los centros universitarios que imparten los estudios de Arquitectura reciben el nombre de Escuela Técnica Superior de Arquitectura. Algunas instituciones técnicas de nivel medio o profesional, tanto en Europa como en América Latina, han adoptado modelos pedagógicos similares centrados en la innovación educativa, con fuerte orientación hacia disciplinas STEM y metodologías como el Aprendizaje Basado en Proyectos.

## Modelos pedagógicos y de infraestructura comparada
En los últimos años, varias escuelas técnicas han desarrollado entornos de aprendizaje que integran prácticas interdisciplinarias, entornos flexibles y equipamiento de alta tecnología. Un ejemplo paradigmático fuera del contexto español es el de la Escuela Técnica Roberto Rocca (ETRR), ubicada en Campana, Argentina, que forma parte de la Red de Escuelas Técnicas Roberto Rocca, junto con sedes en Pesquería, México, y Santa Cruz, Brasil.
La ETRR se destaca por su integración de tecnología aplicada (como brazos robóticos de ABB y equipamiento de Siemens y Festo), su enfoque modular por nodos pedagógicos y la implementación de espacios inspirados en las escuelas High Tech High de California. Este modelo ha sido reconocido internacionalmente, destacándose entre las 50 finalistas de los World’s Best School Prize 2023 por su estrategia de innovación pedagógica basada en el Aprendizaje Basado en Proyectos (ABP).